# あずみ恋
あずみ 恋（あずみ れん、1991年1月7日 - ）は、日本のAV女優。ビーダッシュプロモーション所属。

## 略歴
- 2010年7月、イメージビデオでデビュー。
- 2010年8月に「現役予備校生 4時間デビュー」でh.m.pよりAVデビュー。

## 人物
- 趣味：カラオケ、ショッピング[2]。音楽鑑賞[3]。
- 特技：茶道、バスケットボール[2]。

## 作品

### アダルトビデオ
2010年
- 現役予備校生 4時間デビュー（8月21日、h.m.p）
- 高校三年生（9月3日、h.m.p）
- 近親相姦 ～犯られる愛娘～ 工場長の太く汚れた魔指（10月1日、h.m.p）
- 単体女優「あ●み恋」デビュー前映像！！（11月19日、Carlisle）
- 闇営業中のフル勃起エステ 15 あずみ恋・美月・北川瞳（12月10日、ホットエンターテイメント）全3名

2011年
- 姉GAL☆性に狂った敏感GALの止まらない悶絶FUCK あずみ恋（1月19日、kira☆kira）
- 流出映像 ストレス発散で万引きをする女子校生にお仕置きをした秘密の映像（1月28日、S級素人）
- 彼氏がいない部活一筋の女子○生がウジャウジャ合宿している温泉に偶然一人で泊まったらボクのチ○ポはモテモテだ（2月5日、SWITCH）全5名
- 「昼間から風呂に入っている湯上がり美人妻がしかける火照った体を見せつけながら密着してくる誘惑サインを見逃すな！」 VOL.1（2月5日、DANDY）全5名
- 私、中出しされました。専業主婦コレクション 4時間 2（2月18日、BAZOOKA）全5名
- デパートで働く美容部員が震えながらも涎を垂らし感じまくる（3月5日、ナチュラルハイ）全5名
- SG サービスガール VOL.1（3月7日、桃太郎映像出版）全10名
- SG サービスガール VOL.2（3月7日、桃太郎映像出版）全10名
- 生中出し女子校生EVOLUTION 4時間 4（3月11日、BAZOOKA）全5名
- 制服パイパン中出し（3月13日、MOODYZ）
- 書店員（3月19日、V＆Rプロダクツ）
- 妹はあまえんぼう特別編 プレミアおなら（3月20日、RADIX）
- 合コン 絶対やれると噂の合コンサイトに登録し、ガチの女子大生と乱交パーティー執行!（3月25日、S級素人）全3名
- 素人娘電話中にHなイタズラしてみました。（4月1日、OFFICE K’S）全4名
- 美しすぎる白衣の天使に癒されながら本番。（4月8日、アップス）全5名
- 聖☆おま◆こ女学園 VOL.03（4月15日、OFFICE K’S/虎堂）全5名
- 泥酔近親相姦 ー欲情を抑えきれない兄と妹ー（4月15日、虎堂）
- 恥ずかしいおしっこ美少女48人の聖水（4月20日、RADIX）全48名
- 同級生にオモチャにされる夢の学校生活 2 成瀬心美・あずみ恋・北川瞳 (4月22日、ケイ・エム・プロデュース) 全3名
- M男パラダイス 13 マゾ男がビンビンに勃起するあんなコトやこんなコト（4月25日、未来）
- Sadistic Lady 02（5月1日、U＆K）
- 世界一と世界二のチ●ポに薬漬けされて白目むくまでガン突きFUCK!!!（5月5日、NON）
- 仕事中に監視カメラで偶然他人のSEXをみてしまった女は発情がとまらない（5月7日、ナチュラルハイ）全4名
- ぶらり途中下車 盗撮 妄想の旅 壱（5月7日、桃太郎映像出版）全10名
- ヒロイン凌辱Vol.39 宇宙捜査官メリアウーマン（5月13日、GIGA）
- 路線バスで読み捨てられたエロ本をパンツ濡らしながら覗き見する眼鏡娘（5月19日、ナチュラルハイ）全5名
- ワキ臭大量ザーメン 3（5月20日、RADIX）全6名
- 美巨乳OL レズ出張マッサージ あずみ恋・木下若菜 ほか（5月20日、ピーターズ）
- 女の口は嘘をつく。 094 あずみ恋（6月3日、アウダースジャパン）
- 「痴漢OK娘 DANDYスペシャル」絶対NGの絶世美少女に連日ちょいワルをしかけたら何度もヤられたVOL.1 あずみ恋・鈴木わか・宮坂レイア（6月4日、DANDY）全3名
- 中出し家庭教師BEST 2 「センセイたちは中出しの方が気持ちいいんだゾ」（6月7日、BeFree）全6名
- 転校生レズいぢめ（6月19日、CROSS）全5名
- 出張 美巨乳人妻マッサージ師（6月20日、ピーターズ）全4名
- マン喫オナニー盗撮 1人でアソコをくちゅくちゅ夢中で触る素人女性（6月20日、プリモ）全15名
- パンチラ挑発番外編 年上女性のエロ優しい誘惑で発射まで導かれた僕。（6月25日、アロマ企画）全6名
- エロ美少女に騎乗られちゃった僕。～えっち大好きJK編～（6月25日、アロマ企画）全5名
- 部活少女 肉壷扱い 12人4時間コレクション VOL.2（6月25日、サムシング）全12名
- 女が一番感じる体位! 正常位110連発4時間 あずみ恋・佐山愛・南波杏 他（7月13日、MOODYZ）全110名
- 丸ノ内OL専門マッサージ治療院 9（7月20日、ピーターズ）全4名
- 接客中に顔を紅潮させながら感じまくるバイト娘 3 ケーキ屋、焼肉屋、花屋、弁当屋（7月21日、ナチュラルハイ）全4名
- 業界で話題の異常感度の美少女は、催眠と淫語で中出し肉便器になる!（7月22日、ジェントルマン）
- ディルドにまたがる女子校生 7（7月25日、アロマ企画）全8名
- 女子校生オマンコおっぴろげコレクション 3（8月5日、OFFICE K’S）全25名
- スーパーアイドル夢の大集合! あずみ恋・藤井シェリー・麻倉憂・神咲詩織 他（8月19日、ケイ・エム・プロデュース）全20名
- 小悪魔美少女に接吻で骨抜きにされちゃった僕。3（8月25日、アロマ企画）全4名
- 黒髪女子高生 朝倉ことみ・あずみ恋・加藤なつみ（8月25日、ビッグモーカル）全3名
- 義母相姦 迫る!! 母さんの肉ビラ（9月1日、VENUS）
- 真正中出し! あずみ恋（9月2日、モブスターズ）
- 中出し家庭教師 フルコンプリートBEST!! あずみ恋・葵ぶるま・星崎アンリ 他（9月7日、BeFree）全14名
- 美少女キャットファイト（9月8日、ROCKET）全8名
- ザ・筆おろし 57（9月10日、クリスタル映像）全5名
- 生中出し記録 02（9月13日、プレステージ）
- 女子校生の勃起乳首オナニー 3（9月16日、OFFICE K’S）全6名
- 素人館DX 3 4時間10人（9月19日、素人館）全10名
- むちむちブルマでオナニーのお手伝い ～濃紺ブルマを見ながら射精して～（9月22日、ディープス）全5名
- 嫁の妹と○○しちゃった俺 3 JKバージョン（9月22日、アキノリ）全4名
- ディープ・レズビアン ～女だけの戯れ愛～（9月24日、クリスタル映像）全4名
- ママ公認 ロリアイドル最終選考オーディション 朝倉ことみ・あずみ恋・加藤なつみ（9月25日、ビッグモーカル）全3名
- 放課後のトイレでオナニーをしてたら気持ちよすぎて漏らしちゃった女子校生 11人（9月25日、東京マニGUN’S）全11名
- 美人ナースの肛門検診（10月5日、フリーダム）全4名
- 筋肉美人アスリート20人! マッスルブルマ大運動会（10月6日、ROCKET）全20名
- 美脚フェチ倶楽部 Vol.3（10月7日、OFFICE K’S）全7名
- NEW DANCING QUEEN（10月7日、OFFICE K’S）全6名
- 痴女じゃなくて、やさしく強引に気弱な僕たちをリードしてくれる素敵な彼女たち（10月7日、ビデオバンク）全10名
- 祝4周年記念 THE BEST OF BeFree Vol.2 48タイトル 8時間！！（10月7日、BeFree）多数出演
- ハードディープフェラ＆SEX vol.5 厳選！嗚咽と涙にまみれた16人の娘達（10月13日、オーロラプロジェクト・アネックス）全16名
- あなた見ないで… 近所の男に幾度も抱かれる人妻。弄ばれながら…（10月15日、光夜蝶）
- 偶然見つけてしまったまさかの衝撃！レイプされた知り合い女性の卑猥な姿 眞木あずさ・あずみ恋（10月25日、ながえスタイル）
- 薄壁の向こうで姉が我慢できずに漏らす喘ぎ声を聞いて発情しだす妹 2（11月5日、ナチュラルハイ）全4名
- メイド放尿 ～大量の小便をぶっかけられて悶絶するM男～（11月5日、フリーダム）全4名
- 女子校生のブルマと太もも -ぴったりブルマに埋もれた男達-（11月5日、フリーダム）全4名
- 手コキクリニック 暴発 口淫 童貞 主観 230分スペシャル（11月5日、ソフトオンデマンド）全7名
- 私は痴女 狂喜乱舞（11月12日、クリスタル映像）全4名
- クレーム対応に来た担当者が大人しそうなオンナだったので、セックスさせてくれるまでゴネ倒してみた。（11月15日、光夜蝶）全4名
- DOKIレズ 59（11月17日、アウダースジャパン）全4名
- 禁断の情事（11月18日、アウダースジャパン）全4名
- 芸能事務所に所属するアイドル女子校生たちは、恋愛禁止の規約を守り常に欲求不満。だから洗体エステで敏感なところをエステティシャンのお姉さんにタッチされたら即発情し、「女同士でもいい！」と初レズにチャレンジ!（11月19日、Hunter）全5名
- 小悪魔JK 大胆パンチラコレクション 4（11月25日、アロマ企画）全6名
- ガチンコ 中出し!顔出し!人妻ナンパ ーたまプラーザ・美しが丘のハイセンス美人若妻ー（11月25日、ビッグモーカル）全5名
- 激突かせDOGGIE STYLE バックFUCK8時間スペシャル あずみ恋・成瀬心美・武藤クレア・木下若菜 他（12月1日、kira☆kira）全130名
- 世界一のチ●ポを持つウェル・スミス氏と世界二のチ●ポを持つヘンゼル・ワシントン氏の白目むくまでガン突き串刺し10FUCK!!! 4時間（12月5日、NON）全10名
- 可憐な家政婦を困らせるうちの息子の好奇心 4（12月10日、ホットエンターテイメント）全4名
- 真夜中の人妻探訪。 石倉えいみ・羽田桃子・あずみ恋（12月15日、光夜蝶）全3名
- 新 センズリ見てたら興奮しちゃった素人娘 VOL.6（12月16日、OFFICE K’S）全5名
- 華麗なるレズビアンビューティー総集編（12月19日、CROSS）全33名
- 真正中出し大乱交EX 乱 淫 祭 北川瞳・あずみ恋・羽月希（12月24日、モブスターズ）全3名
- 即尺アナル舐め手コキ（12月25日、アロマ企画）全4名
- 意地悪寸止めフェラ（12月25日、アロマ企画）全5名

2012年
- 連続イカせBomb! 4時間（1月1日、ビデオバンク）全12名
- 生中痴漢 3（1月7日、ナチュラルハイ）全5名
- 足裏パラダイス（1月19日、KEU）全25名
- 5周年記念!超GAL SPECIAL 8時間総集編（1月19日、kira☆kira）全55名
- 絶対素人自慰倶楽部 あずみ恋・来栖ひなた（1月25日、デジタルアーク）
- 黒髪美少女 淫乱淫語教室 大槻ひびき・あずみ恋（1月25日、アロマ企画）
- 夜這いでおチンコ鑑賞 スケベな好奇心が芽生えた純情な女の子が犯した失態！（2月10日、ホットエンターテイメント）全9名
- 子宝一番 2男5女の9人家族 村西さん家の中出し近親相姦（2月10日、ファーストスター）全5名
- マッサージで感じちゃった私。美少女編 2（2月13日、アロマ企画）全5名
- 本当に有った主婦の裏稼業。（2月15日、光夜蝶）全4名
- 生指オナニー 4（2月17日、アウダースジャパン）全42名
- スーパー・パイパン・肉ダルマ Vol.3 昇天獄虐哀泣淫画 跌倒達磨 003番 あずみ恋（2月19日、ベイビーエンターテイメント）
- M男パラダイス ベスト・セレクション Part.3（2月25日、ジャネス）全5名
- 幼姉妹近親相姦 姉の漏らす喘ぎ声に性的興奮を隠せない妹（2月25日、JUMP）全4名
- 時間よ止まれ! レズSP 3（3月8日、V＆R PRODUCE）全5名
- 遠まわりの恋 朝倉ことみ・あずみ恋（3月8日、SILK LABO）
- セックス練習台とはいえ念願の童貞喪失できた僕。（3月8日、Hunter）全6名
- ZEUS 02 あずみ恋（3月13日、MAD）
- 淫乱・淫語・ディルドオナニーⅡ（3月13日、アロマ企画）全5名
- ノーモザイクアナルFUCK 解禁!! 初アナル（3月15日、ワンズファクトリー）
- ディープレズビアン8時間SP 2（3月16日、クリスタル映像）全26名
- 小、中、そして高校生の現在もアダ名が「博士」の貧弱な僕。そんな僕の自宅には、クラスの女子がAV見たさによくやって来る。でも、いざエッチなシーンを見たらモジモジしだして頬を赤らめ、パンティー越しにもわかるくらいにビショ濡れで恥ずかしい染みだらけ！そしてヤリたくてヤリたくて我慢できない女子が僕に急接近。4（4月5日、Hunter）全6名
- SILK Eyes on you ムーミン（4月5日、SILK LABO）
- 絶対に手を出してはいけない相手をレズ夜這い 4（4月5日、アキノリ）全8名
- 淫語痴女（4月19日、ドグマ）
- 今日は介護の仕事おわりで孫娘に中出しパターン（4月25日、ナチュラルハイ）全3名
- 激アナル丸出し中出しSEX（4月30日、マリオン）
- 某総合病院リハビリテーション病棟の敷地で、回復期の患者と青姦ファックする看護婦たち（5月2日、プレステージ）全4名
- 働くお姉さんのデカ尻についムラムラ･･･3 勃起物を押しつけたら、犯されちゃった（5月4日、クリスタル映像）全4名
- 長野県塩尻市国道●号線 ラブホテルセ●ーヌ一〇三号室（5月4日、ドッグイア）全4名
- 息子とその友達に輪姦された母 子育て失敗、母親失格。 藤沢未央・あずみ恋（5月17日、タカラ映像）
- カメラの前でガチンコ本番しちゃった アイドルの卵たち9人4時間（5月24日、サムシング）全9名
- 屋外レズ 嫁と姑のイカセあいレズバトル 藤沢未央・あずみ恋（6月1日、ヤブサメ）
- 極選4時間 ザ・筆おろし 5（6月1日、クリスタル映像）全21名
- 診療所で治療と偽り知らない間にアナルに中出しされた女子校生 2 間宮純・堀北さとみ・あずみ恋（6月7日、ナチュラルハイ）全3名
- 寝取られアナル妻 寝ている旦那の隣で声を殺して快楽アナル性交二穴同時交尾まで!!（6月13日、セレブの友）
- 浣腸されたまま責められ路上で噴射イキするロリ娘 あずみ恋・ありさ・間宮純（6月21日、ナチュラルハイ）全3名
- 主観×淫語×遊女SP（6月21日、アウダースジャパン）全9名
- 雨に濡れた体を痴漢され鳥肌が立つほど感じまくる敏感ちくび○学生 愛内希・あずみ恋・南梨央奈（6月21日、ナチュラルハイ）全3名
- 女子校生ストーキング押し込みレイプ（6月22日、青空ソフト）全3名
- BBS投稿シナリオ 二人の生徒会長 女子校生レズバトル 橘ひなたVSあずみ恋 (7月5日、ディープス)
- 性器拡張! 悶絶ディルドオナニー!（7月13日、マルクス兄弟）全10名
- 突撃! 隣の変態奥さん、自宅訪問浣腸 あずみ恋・希内りな・前田友美（7月13日、マルクス兄弟）全3名
- 「日焼けした10代の火照った肌はド敏感！エステと偽り性感オイルマッサージをしたら発情しすぎて近くに（両親／姉妹／彼氏）がいるのにヤられた」 VOL.1 	あずみ恋・このは・夢見あくび（7月19日、DANDY）全3名
- ムレムレチアガールバス 2 チアブル湿度数200%・・・ 運動直後のムレた女子大生満員バスでチラリズムに導かれて強制発射!（7月19日、ディープス）全20名
- 下着の正しい着け方 2（7月19日、加護写真事務所）全8名
- ヤリマンGAL100人あげぽよ16時間（7月19日、ROOKIE）全100名
- CANDY AND WHIP 非現実世界からの招待状 あずみ恋・来栖ひなた（7月27日、セブン）
- 女監督ハルナの「見てしまった・・・」禁断の女子高生レズ浣腸アクメ（8月1日、ヴィ）全5名
- 主観×淫語×あなたの彼女SP（8月3日、アウダースジャパン）全7名
- エロカワ娘の腰ふり騎乗位DX（8月13日、アロマ企画）全8名
- 電流飼育された実の姉妹 首輪監禁 羽月希・あずみ恋（8月13日、セレブの友）
- 永遠なる淫舞 ー美しき女神たちー 管野しずか・瀬名えみり・あずみ恋（8月13日、BabyEntertainment）多数出演
- 美脚直穿き黒パンストのお姉さんは好きですか？ 蒸れた肢体をクネらせ猥褻がに股ディルド挑発的ダンス（9月13日、セレブの友）全12名
- 中出しも潮吹きもクンニも丸見え! つるりんパイパンFUCK!! 4時間BEST（8月13日、MOODYZ）全27名
- 実の母親に売られた不幸過ぎる6人の女子校生（9月6日、ATOM）全6名
- モンスタークレーマーVS美しきセールスレディ達（9月15日、光夜蝶）全7名
- 淫語痴女ベスト Vol.3（9月19日、ドグマ）全5名
- 拘束椅子トランス（9月19日、ドグマ）
- 快楽化粧 赤いルージュをのせたハデな化粧の女はエロの伝導艶女（9月19日、エマニエル）全13名
- 男達に輪姦された薄幸ミセス4時間17人全13シーン ハメられた輪姦専用肉奴隷美熟女拘束監禁極太チ〇ポ快楽の宴（9月19日、エマニエル）全17名
- 主観×淫語×早熟女子校生SP（9月21日、アウダースジャパン）全8名
- 私は痴女 MEGA-MiX 8時間 突然登場編（9月21日、クリスタル映像）全24名
- 手コキと勢いのある射精百景 2 上巻 6時間（9月22日、レイディックス）全50名
- ビッチなJKが制服で交尾 4時間（9月26日、ラマ）全8名
- 姉妹アナル玩具 3 あずみ恋・坂田もも（10月1日、中嶋興業）
- SUPER HEROINE アクションウォーズ バウンティーハンター レムリナ（10月12日、GIGA）
- 化学部の文化系女子は超むっつりスケベ！昔から気も体も弱くスポーツが苦手で実験好きだった僕は高校で化学部に入部！色々な楽しい実験を夢見ていたら女子の先輩たちが精子を研究したいらしく僕のチ○ポは実験台にされちゃいました！しかも精子に飽きたら僕と先輩の結合実験が始まった！（10月18日、Hunter）全6名
- 素敵な汚れ ぐちゅぐちゅ放題（10月19日、部活動）全5名
- イイ女限定!たっぷり射精出来る貴方だけを見つめて貴方だけに語りかける魅惑の完全主観ファック膣内たっぷり生中出し!!（10月19日、婦人社）全7名
- 止まらない女の潮吹き射精! 美熟女大量潮吹き全16名30シーン8時間!!（10月19日、婦人社）全16名
- プレミア極嬢おなら AV史上初946発 6時間 無修正アナルから奏でる上質おならの協奏曲 第1章（10月20日、RADIX）全5名
- 猟奇的な女たち。 Sadistic Lady BEST（11月1日、U＆K）全8名
- ハワイ式リラクゼーション Hula-Waikiki（11月1日、変態紳士倶楽部）全4名
- やらせて。 あずみ恋（11月16日、ぼーぼー）
- ベラ噛み 3 じゅるじゅると絡み合う舌（11月19日、Fetish Box）全4名
- 禁断レズ3Pスペシャル! 2（11月23日、アウダースジャパン）全24名
- 指コキ 2 カリが異常に刺激される至極のテクニック（11月25日、ジャネス）全4名
- プライベートでアナルSEXにハマッている女たちのアナル大好き乱交（12月1日、ZUKKON/BAKKON）全4名
- 他人の幸せが憎くて憎くてたまらない性悪ナースは、入院している夫を献身的に看病する妻が疲れて眠ってしまった隙に、妻の目の前で夫を誘惑し、その場で寝取る白衣の堕天使。（12月6日、アパッチ）全6名
- 女子校生ペニバン症候群（12月15日、未来）全4名
- アナルトランス あずみ恋（12月19日、ドグマ）
- 催眠と淫語で中出し肉便器になる イキすぎ美少女編BEST（12月19日、ジェントルマン）全4名
- パイパン潮吹き美乳・巨乳・美少女が貴方だけを見つめて貴方だけに語りかけるオナニーをするためだけに作られたオナニーDVD!!（12月19日、エンペラー）全11名
- 最上級セレブリティ魅惑のレズビアン性交遊戯 総勢24人白熱ばかり集めた14シーン極上ベスト8時間!（12月19日、婦人社）全24名
- やらせて。揉ませて。全員集合（12月21日、ぼーぼー）全5名
- 新 センズリ見てたら興奮しちゃった素人娘 8時間（12月21日、OFFICE K’S）全19名
- ボンテージの虜 M男調教QUEEN あずみ恋（12月25日、未来）
- 女子校生ペニバン症候群（12月25日、未来）全4名
- アナルセックスができる高級エステサロンへようこそ 2 あずみ恋・双葉みか・平子知歌（12月28日、ケイ・エム・プロデュース）全3名

2013年
- メタリックレズビアン 3 あずみ恋・今井花菜（1月4日、アキバコム制作部）
- 屋外レズSP イカせあい野外レズバトル300min（1月5日、ヤブサメ）全10名
- スーパーヒロイン絶体絶命!! Vol.44 女スパイ03編（1月11日、GIGA）
- 極選8時間 私は痴女 7（1月11日、クリスタル映像）全16名
- 酔いつぶれたOLを拾ってこっそりSEX 5時間 2（1月11日、BAZOOKA）全6名
- G-18 Best 手コキ Selection 2（1月13日、アロマ企画）全10名
- 綺麗で淫乱なお姉さんが添い寝で抜いてあげる（1月18日、OFFICE K’S）全4名
- ベビーフェイス VS ヒール エキサイティング・ランブル Vol.1 あずみ恋・今井花菜（1月18日、バトル）
- 美白美巨乳少女のものすごいオナニー! オナニーをする為の専用DVD!（1月19日、エンペラー）全15名
- 6周年記念! 超GAL SPECIAL8時間総集編（1月19日、kira☆kira）全61名
- 逆転レズビアン 3（2月1日、OFFICE K’S）全6名
- ダンサー尻コキ（2月1日、OFFICE K’S）全5名
- M男ダイナマイツ! 小悪魔痴女の快感アナル革命 泉麻那・あずみ恋（2月1日、JOKER）
- 女子校生 野外露出オナニー（2月1日、AFRO-FILM）全4名
- こんな淫乱オフィスで働きたい！ ドスケベ上司の肉体手当（2月5日、ジャネス）全4名
- 痙攣が止まらない! 凌辱2穴中出しSEX（2月13日、CREAM PIE）※「Sky Angel Vol.150」の国内版
- 包茎チンポ責め 2（2月15日、OFFICE K’S）全4名
- 女がガッツク！！ 唾ベロまみれの超濃厚接吻（2月15日、AFRO-FILM）全10名
- 顔騎放尿 顔騎オナニーの果てに絶頂小便ぶっかけ！！ あずみ恋・沙月由奈 ほか（2月15日、AFRO-FILM）
- 淫乱アナルファック!! あずみ恋・秋本詩音・加納綾子（2月19日、乱丸）全3名
- 乳首でオーガズム 2（3月1日、AFRO-FILM）全5名
- 自宅露出 セルフ盗撮 3（3月1日、AFRO-FILM）全4名
- 童貞を卒業したい男子限定のエッチな筆おろしチャンス!あなたのスケベな妄想SEXテクニックを憧れのAV女優のカラダで思う存分試してみませんか?（3月7日、アパッチ）全5名
- スケベな言葉と手コキで射かせて!（3月15日、ジャネス）全6名
- やらせて。揉ませて。 尻フェチ大集合 2 篠田ゆう・あずみ恋・鈴音かな ほか（3月15日、ぼーぼー）多数出演
- 拘束椅子トランス ベスト vol.5（3月19日、ドグマ）全5名
- 激腰振りロデオ騎乗位FUCK8時間 2 あずみ恋・さくら悠・大槻ひびき・さとう遥希 他（3月19日、kira☆kira）全107名
- 初撮りアナルセックス調教 肛虐快楽に魅了された淫乱美熟女アナル＆オマ●コ＆お口に三穴同時強烈ファック限界絶頂!!ベスト4時間（3月19日、婦人社）全11名
- アナル性感レズオイルエステ（3月23日、アイエナジー）全6名
- 働くお姉さん 50人8時間SP（3月23日、クリスタル映像）全50名
- 淫らな言葉をぶっかけてあげるわ 黒髪美女の官能淫語プレイ あずみ恋（3月25日、ジャネス）
- 黒髪女子校生 ブルーレイスペシャル版 2（3月25日、ビッグモーカル）全6名
- 出会い頭のいきなり手コキ（3月25日、アロマ企画）全16名
- 素人娘おマンコおっぴろげコレクション 3（4月5日、OFFICE K’S）全20名
- 素人娘たちの初めてのセンズリ鑑賞 VOL.3（4月5日、AFRO-FILM）全4名
- ガマン出来ない肉食系痴女 4時間 2（4月12日、BAZOOKA）全5名
- M男ED集中治療室（4月19日、OFFICE K’S）全5名
- 女子校生のパンティ見せつけ手コキ（4月19日、OFFICE K’S）全5名
- 恥ずかしすぎる最初で最後の排泄（4月25日、SODクリエイト）
- マルクス浣腸アンソロジー4時間（4月25日、マルクス兄弟）全25名
- 黒髪女子校生4時間 BEST（4月25日、ビッグモーカル）全12名
- 素人娘 初めてのディルドオナニー 4（5月3日、OFFICE K’S）全7名
- 会社で誰にも期待されず、信用も無く仕事が何もない社内ニートの僕の唯一の楽しみは、仕事一筋な美人の同僚と二人きりの残業中にわざと音漏れしたAVの喘ぎ声を聞かせることです。最初は、見ちゃいけないものと目をそらしていたOLも次第にガン見、シャツが濡れるほどの汗をかき出し、興奮を隠し切れなくなって...！（5月9日、Hunter）全7名
- 中出し射精直前の生だからより気持ちのいいピストン（5月13日、MOODYZ）全49名
- 素人娘×ローション×精液ぶっかけ!（5月16日、グローリークエスト）全8名
- ダイ●ンフェラ（5月17日、OFFICE K’S）全5名
- 貴方だけに見せつける最高のオナニー＆フェラ8時間!（5月19日、婦人社）全22名
- 麗獣保護痴区 3 あずみ恋（5月29日、アートビデオSM/妄想族）
- 性豪S女の絶倫SEX 2（6月5日、未来）全7名
- N○K（ヌード放送局）的語学番組 全裸淫語講座 芦名ユリア・佐々木恋海・あずみ恋（6月6日、ロケット）全3名
- 高速ピストン 騎乗位ディルドオナニー4時間（6月13日、マルクス兄弟）全24名
- THE 口撃 淫語フェラチオ（6月15日、ジャネス）全7名
- パンチラ淫語女子校生（6月21日、AFRO-FILM）全6名
- ベラ噛み じゅるじゅると絡み合う舌 DX 4時間（7月1日、Fetish Box）全16名
- 僕を挑発する可愛いあの子は1回の射精では許してくれない 栄倉彩・上原亜衣・あずみ恋（7月2日、プレステージ）全3名
- Best of あずみ恋（7月5日、アウダースジャパン）
- 可愛い顔してデカ尻!!（7月10日、MARRION）
- 思わず脚がピ～ンと伸びてしまう! 絶頂オナニー（7月13日、アロマ企画）全7名
- NOと言えない発狂ザーメン暴射（7月15日、ジャネス）全6名
- ザ・筆おろし 50人8時間（8月2日、クリスタル映像）全50名
- 幼い頃は一緒にお風呂に入ったり、プロレスごっこをしていた幼馴染はかなり可愛いくて今じゃクラスのマドンナ的存在に！（8月8日、アパッチ）全7名
- JK直下型＆M字パンチラ挑発 3（8月13日、アロマ企画）全7名
- 美しい黒髪女は二穴の神様（8月13日、CREAM PIE）
- 平成おもらし物語 08（8月23日、G-HISTORY）
- 悩殺アクメ淫語オナニー（8月25日、ジャネス）全6名
- 完全防音個室 ビデオボックスの凄いオナニー盗撮 18（8月25日、ヴァルディー）全8名
- おやじ投稿＠ヤリすぎTOKYO乱交サークル 藤咲セイラ・あずみ恋（9月6日、UPSON）
- 誘惑ドキュメント ダメな僕が本気で誘惑されてみたい（9月13日、アロマ企画）全5名
- つるぺたパイパン恥丘 8時間（9月13日、MOODYZ）全14名
- デンジャラスヒールMIXバイオレンス Vol.2（9月27日、バトル）
- 嫌がる女に強制中出し 第二章 480分拡大版（10月1日、MOODYZ）全43名
- ヒール極悪最凶トーナメント 一回戦第二試合 宮崎由麻・あずみ恋（10月18日、バトル）
- 素人の汚れたパンティー日記3 自宅で完全自画撮り（10月19日、Fetish Box）全4名
- 女子高生ホルモン 3 女子校生のおいしいオシッコ 放尿・よだれ・唾・鼻クソ・マン汁(10月20日、RADIX）全6名
- コルセットQUEENスーパーボディー2 あずみ恋（10月25日、未来）
- 綺麗なお姉さん 恥ずかしい初めてのアナル観察（11月1日、AFRO-FILM）全8名
- 妄想淫乱オフィスDX こんなオフィスで働きたい! 3時間（11月5日、ジャネス）全10名
- 美熟女特選アナルオナニー!! 私の淫乱な尻穴を見てください 尻ズボ快楽で絶頂する最高に気持ち良いアナルオナニー10人!（11月15日、日本熟技館）全10名
- ペニバンFUCK＆聖水ぶっかけスペシャル（11月25日、未来）全8名
- 10人の美女 体液聖水 直飲み・お掃除・ご奉仕（12月7日、MEGAMI）全10名
- 絶頂騎乗位! NON STOP 美少女ロデオ100人（12月7日、桃太郎映像出版）全100名
- ボンデージ中毒な穴（あな）ル男 2 藤原ひとみ・あずみ恋（12月25日、CHANGE）

2014年
- 淫らな言葉ぶっかけてあげるわ 官能淫語プレイ DX vol.2 4時間（1月5日、ジャネス）全5名
- 美少女JKがエロ～いポーズで惜しげもなくおまんこご開帳であなたがオナニーしやすいように誘惑してくる動画（1月13日、カルマ）全118名
- 集団輪姦!! 連続中出しBEST vol.2（1月13日、MOODYZ）全45名
- ママ公認 ロリアイドル最終選考オーディション BEST8時間（1月25日、ビッグモーカル）全12名
- 恥じらうウブな美人セレブ妻にセンズリ見せつけたら興奮した 3（1月25日、VIP）全8名
- セレブ限定 脱糞ヨガレッスン（1月25日、オペラ）全4名
- 黒髪の美少女 ～くろかみのびしょうじょ～（2月13日、BACK DROP）全14名
- ボンデージの虜 M男調教QUEEN DX 4時間 Vol.2（2月15日、未来）全5名
- フェティッシュな手コキだけにしてくれ 2 4時間 総集編（2月25日、ジャネス）全18名
- ザ・ご奉仕（3月13日、JOKER）全4名
- おしゃぶりMチ○ポ 支配的なフェラチオで猛発射（4月5日、未来）全8名
- 美人会計士 娼婦育成プロジェクト あずみ恋・三井里緒,（4月7日、アタッカーズ）
- 激☆足コキ 美脚でM男汁の生搾り（4月25日、未来 フューチャー）全6名
- ザーメン狩り痴女フェラチオ BEST 4時間（4月25日、ジャネス）全17名
- ガチ催眠×素人レイヤー 4（5月9日、トータル・メディア・エージェンシー）
- 極イキッ!!美熟女セレクション8時間 ノンストップイキッぱなしハメっぱなし全40名!!（5月19日、婦人社）全40名
- 麗獣コレクト（5月24日、アートビデオ）全4名
- 手で犯す M男専用手コキスト ver.2（5月25日、未来）全7名
- ガチレズSP 2（6月6日、アウダースジャパン）全8名
- 本能求愛レズビアン総勢40名8時間ベスト 本気ベロキス求愛行為潮吹き絶頂トリプルレズビアン性交快楽コンプリート（6月13日、セレブの友）全40名
- M男ザーメン狩りQUEEN（6月15日、未来）全8名
- Wペニバンに犯されたい 贅沢なM男の欲望（6月25日、未来）全8名
- 主観×淫語×美人女子大生SP（7月4日、アウダースジャパン）全10名
- 時間よ止まれ! レズSP 総集編（7月10日、V＆R PRODUCE）全17名
- 淫乱オフィスラブ 入社した会社は淫行手当有り！僕を誘いチ○ポを硬くする最高の女性社員（7月13日、impact（サンワソフト））全9名
- ペニバン＆聖水オーガズムSP（7月15日、未来）全7名
- 人妻アナル快楽8時間2枚組35名 初体験未知なる快感狂乱ファック絶頂コレクション!（7月19日、婦人社）全35名
- 彼氏のおちんちんVSデカチン18cm 彼氏のおちんちんサイズ大調査！ でもフル勃起デカチン18cmを目の当たりにしたら…2（7月25日、レッド）全24名
- 超★ザ・筆おろし 8時間DX（8月8日、クリスタル映像）全20名
- 人妻本格飼育～美熟女拘束雌犬調教コレクション 41人8時間（8月19日、婦人社）全41名
- 下品な淫語と濃厚フェラチオ（8月25日、CHANGE）全13名
- 真正中出しベストセレクション 7（8月30日、モブスターズ）全10名
- 超★働くお姉さんのデカ尻についムラムラ… 8時間DX（9月5日、クリスタル映像）全16名
- 凄テク痴女の性感指コキはボクの亀頭をコリコリと刺激して勃起チ○ポからカウパー液が出まくるくらい至極のテクニックだ! 240分（9月7日、CHANGE）全12名
- PREMIUM 二穴生姦中出し 220min あずみ恋（9月13日、CREAM PIE）※『痙攣が止まらない！凌辱2穴中出しSEX』『美しい黒髪女は二穴の神様』を収録
- MOB真正中出しコレクション～半中半外スペシャル 3～（9月27日、モブスターズ）全22名
- 強制近親相姦 『お姉ちゃんはイジメられっ娘だった。そして僕で無理やり処女喪失させられた。』（10月23日、アパッチ）全6名
- 尻 THE BEST OF IRIS（10月30日、MARRION）全30名
- 上原亜衣の様子がおかしい。有名女優がまさかの奇行! 唖然として固まるボクを強引に…衝撃の逆レイプ映像12編（11月13日、BACK DROP）全12名
- ノンストップ濃厚騎乗位 ハメたがり娘編（11月28日、ケイ・エム・プロデュース）全10名
- 本気イキ! アナルセックス 4時間（12月19日、湘南）全10名

2015年
- もしも･･･大胆にパンチラで誘惑する美少女が淫語連発で挑発して我慢できるのか選手権!?（1月23日、ケイ・エム・プロデュース）全10名
- ながえ官能映像集 女はいつも欲望の標的「犯される。」（1月25日、ながえスタイル）全4名
- 淫乱アナルFUCK総集編（3月19日、乱丸）全11名
- キレイなお姉さんのパンモロ誘惑コレクション（3月27日、ケイ・エム・プロデュース）全20名
- 抜きやすさバッチリ!! オナニー専用フェラチオメガMIX!! フェラチオ玄人テクニシャン編!! 20人4時間（3月27日、レアル・ワークス）全20名
- 制服JKを犯して孕ませろ！！女子校生合法レ×プ中出し（4月13日、MOODYZ）全18名
- NON STOP FUCKING!! 女子校生100人の100連続FUCK8時間（4月17日、クリスタル映像）全100名
- 女子校生黒タイツドラマ クロドラSP これまでのクロドラ編（6月19日、部活動）全9名
- 恥ずかしいけど感じちゃう… 「だめぇ〜」とか言いながら何度も絶頂してしまう清楚系黒髪ロング女子校生の恥じらうセックスが抜け過ぎて困る。15人4時間（7月10日、トータル・メディア・エージェンシー）全15名
- 絶頂潮吹き100シーン淫汁まみれの8時間! 射精の如く快楽絶頂で潮吹きしまくる敏感マ○コ!（7月19日、婦人社）全38名
- 女子校生のオシッコとタンツボ（7月20日、RADIX）全21名
- Double Penetration 二穴咆哮 4時間（9月13日、CREAM PIE）全12名
- 溶けるような温かい舌の感触、甘い淫音…。 脳内アドレナリンが沸騰する極上フェラチオでイカせてあげるわ（9月13日、痴ロモン）全7名
- 絶妙のアングルでヌキサシがバッチリ見れる! センズリ専用DVD Ⅱ セクシーボディー20人（9月25日、レアル・ワークス）全20名
- ヤリマンGALマジ集合あげぽよ8時間（10月23日、アフロ）全25名
- 絶妙のアングルでヌキサシがバッチリ見れる！センズリ専用DVD IV セクシーボディー20人（12月11日、レアル・ワークス）全20名
- 夢の足コキパラダイス 肉棒に絡みつく足技でザーメン生搾り 4時間（12月13日、痴ロモン）全16名
- 変態口淫フェラチオ 飢えた私のクチマ○コでギンギンの肉棒をしゃぶらせて! 4時間スペシャル（12月25日、痴ロモン）全15名

2016年
- 色良し・形良し・匂い良し! 完璧すぎるくぱぁピンクな美マ○コ8時間（1月19日、ROOKIE）全45名
- キレイなお姉さんのパンモロ誘惑コレクション 2（2月26日、おかず。）全20名
- 拘束絶頂監禁室 2（2月27日、アートビデオ）全4名
- おいしそうなパイパンクンニBEST（3月13日、MOODYZ）全41名
- 激アナル丸出し中出しSEX 乙女の美肛からあふれる大量ザーメン 双葉みか・あずみ恋（3月18日、Z（ゼット））
- ノンストップ濃厚騎乗位 6 猥褻ヒップ20人（3月25日、ケイ・エム・プロデュース）全20名
- アナルもマ●コも気持ちいい! 淫乱女達の人格崩壊生中出し連続性交!!（5月13日、Red Cat）全4名
- 根っからのち●ぽ好き 尺八大好きベロテクニシャン×27人（5月27日、おかず。）全27名
- 竿いじりを楽しむ女 精液を抜き続ける手ま○こ×32人（6月24日、おかず。）全32名
- ノンストップ ち○ぽ＆ディルド騎乗位 SEXもオナニーも跨ってイきたい!女の子20人（7月22日、おかず。）全20名
- ボンデージ美女の足コキ これがM男の「ゲソの極み」だぁ!!!! 厳選4時間エディション（8月5日、未来）全14名
- セレブ限定 脱糞ヨガレッスン リミテッドWベスト あずみ恋・真仲佐知（9月25日、OPERA）＊「セレブ限定 脱糞ヨガレッスン/あずみ恋」「セレブ限定 大量脱糞ホットヨガ/真仲佐知」を収録
- 30th BIGMORKAL 黒髪女子校生ANNIVERSARY EDITION8時間（10月25日、ビッグモーカル）全30名
- 揺れまくる迫力のデカ尻セックス8時間!!（12月16日、クリスタル映像）全20名
- 官能レズエステ 濃厚快感マッサージで全身性感帯へと作り上げられた美少女たち!! 10シーン 240分（12月23日、ケイ・エム・プロデュース）全22名

2017年
- ザーメンぶっかけ中出し輪姦ドキュメント（2月17日、クリスタル映像）全9名
- 有名女優豪華共演 スーパーベスト100 8時間（2月24日、BAZOOKA）全200名以上
- ボンデージの虜SPECIAL ペニバンQUEENのアナルFUCKコレクション 4時間（4月11日、未来）全11名
- ぽっかり全開! アナル堕ちベスト（6月19日、ドグマ）全19名

2018年
- 友だち同士の参加ならOKしちゃう?! 職業体験!? 3P?! 480分スペシャル! 女子学生たちの水着でソープ疑似体験のつもりが?! すきまからヌルっ! と挿入されちゃいました! あずみ恋・篠宮ゆり・阿部乃みく 他（5月25日、レッド）
- ヤンキー娘が抜いちゃうぞSP（8月3日、アウダースジャパン）全4名
- 激ヤバ杉!! 異質な変態オナニー 4時間（10月26日、ケイ・エム・プロデュース）全20名

2019年
- 匂い立つパンストの奥にある発狂淫唇 驚愕の激震オーガズム・フェチ映像（4月13日、BabyEntertainment）全33名

2020年
- 限界突破シリーズ第一弾 イラマチオ全集 喉奥限界突破100人（5月19日、ドグマ）全100名
- 女子校生 風でめくれるスカートとパンチラパンモロ（7月1日、部活動）全6名
- 無限快楽! イキまくり限界突破!! 拘束イカセガチイキ狂いM女 100人8時間（7月19日、ドグマ）全100名
- クリスタル映像35周年記念 ザ・筆おろし 30人8時間スペシャル（7月24日、クリスタル映像）全30名
- 近親相姦パラサイト 娘×父×妹×兄×嫁×義父の危険な家族 あずみ恋・あずみひな・霧島さくら・広瀬うみ 他（11月25日、h.m.p DORAMA）全9名

### イメージビデオ
2010年
- 初裸 virgin nude あずみ恋（7月15日、REbecca(レベッカ)）

2015年
- 初裸 the BEST 2（2月19日、REbecca）他出演:加藤ディーナ、木下若菜、音無さやか 他

### テレビ出演
- グラドルAV鑑賞記 #28（2011年7月）つくばテレビ

### 映画
- OL適齢期　おしゃぶり同棲中（2011年11月4日公開、大蔵映画）監督:加藤義一 - 相沢美沙子 役[4]
- どスケベ検査 ナース爆乳責め（2012年2月10日公開、大蔵映画）監督:加藤義一[5]
- 美女家庭教師の谷間レッスン（2012年3月23日公開、大蔵映画）監督:小川欽也[6]
- 主婦(秘)不倫 後ろから出して（2012年9月28日公開、大蔵映画）監督:加藤義一[7]
- 黄金を抱いて翔べ（2012年11月3日公開、松竹）監督:井筒和幸[8]
- 義父と姉妹 桃汁味くらべ（2013年1月11日公開、大蔵映画）監督:加藤義一[9]
- 不倫OL びんかん濡れ白書（2013年4月12日公開、大蔵映画）監督:加藤義一[10]
- 妻の妹 あぶない挑発（2013年7月12日公開、大蔵映画）監督:加藤義一 - 竜胆寺文子 役[11]
- 乱宴の宿 湯けむり未亡人（2013年10月25日公開、大蔵映画）監督:小川欽也[12]
- 制服日記 あどけない腰使い（2014年2月21日公開、大蔵映画）監督:加藤義一[13]